# Baltasar Lopes da Silva
Baltasar Lopes da Silva (Caleijão, São Nicolau, 23 de abril de 1907 — Lisboa, 28 de mayo de 1989) fue un escritor, poeta y lingüista de Cabo Verde que escribió tanto en portugués como en criollo caboverdiano. Junto a Manuel Lopes y a Jorge Barbosa fue el fundador de la revista Claridade. En 1947 escribió Chiquinho, que se considera como la más importante de las novelas de Cabo Verde. También ha firmado sus obras con el seudónimo Osvaldo Alcântara.

## Obras
- Chiquinho (1947)
- O dialecto crioulo de Cabo Verde (1957)

- Datos: Q548846
- Multimedia: Baltasar Lopes da Silva / Q548846